# الحزب الغاليسي (1931)
الحزب الغاليسي (بالإسبانية: Partido Galeguista)‏ كان حزباً قومياً جاليسياً تأسس في ديسمبر 1931. حقق سمعة سيئة خلال فترة الجمهورية الإسبانية الثانية. ضم الحزب عدداً من المثقفين الغاليسيين التاريخيين، وكان أساسياً في وضع النظام الأساسي للحكم الذاتي الغاليسي (1936).